# Delphinium maderense
Delphinium maderense är en ranunkelväxtart som beskrevs av C. Blanché. Delphinium maderense ingår i släktet storriddarsporrar, och familjen ranunkelväxter. Inga underarter finns listade i Catalogue of Life.